# Бастіон
Бастіо́н (фр. bastion, італ. bastionato — «всяка виступаюча споруда», від лат. bastilio — «будую укріплення») — п'ятикутна довгочасна (фортечна) або польова фортифікаційна споруда, що зводилася на кутах фортечної огорожі, призначалася для вогневого захисту фортечних мурів, ровів і обстрілу місцевості перед укріпленням.

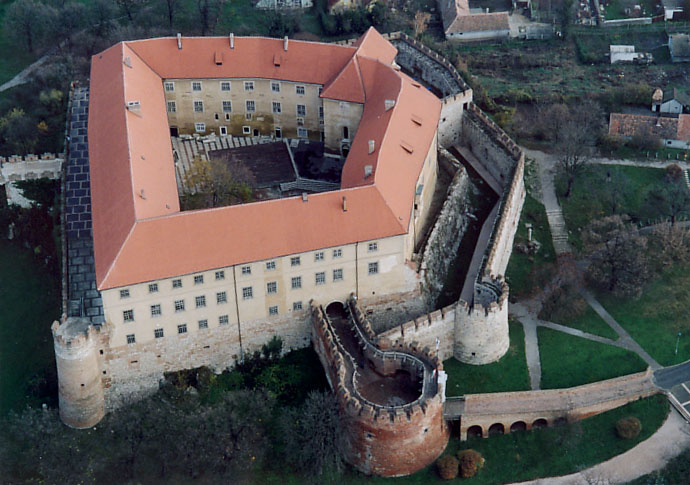
За́мок-бастіон Сиклош (Siklós), Угорщина

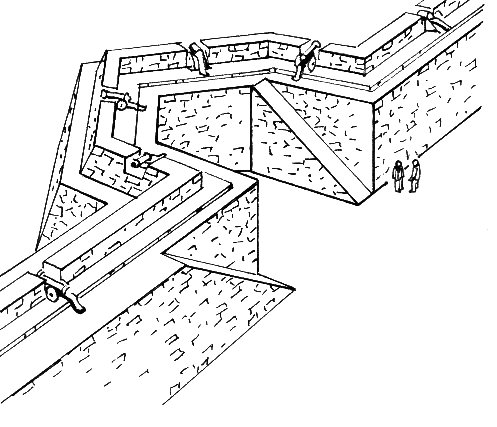
Бастіон — п'ятикутний виступ перед оборонним валом.

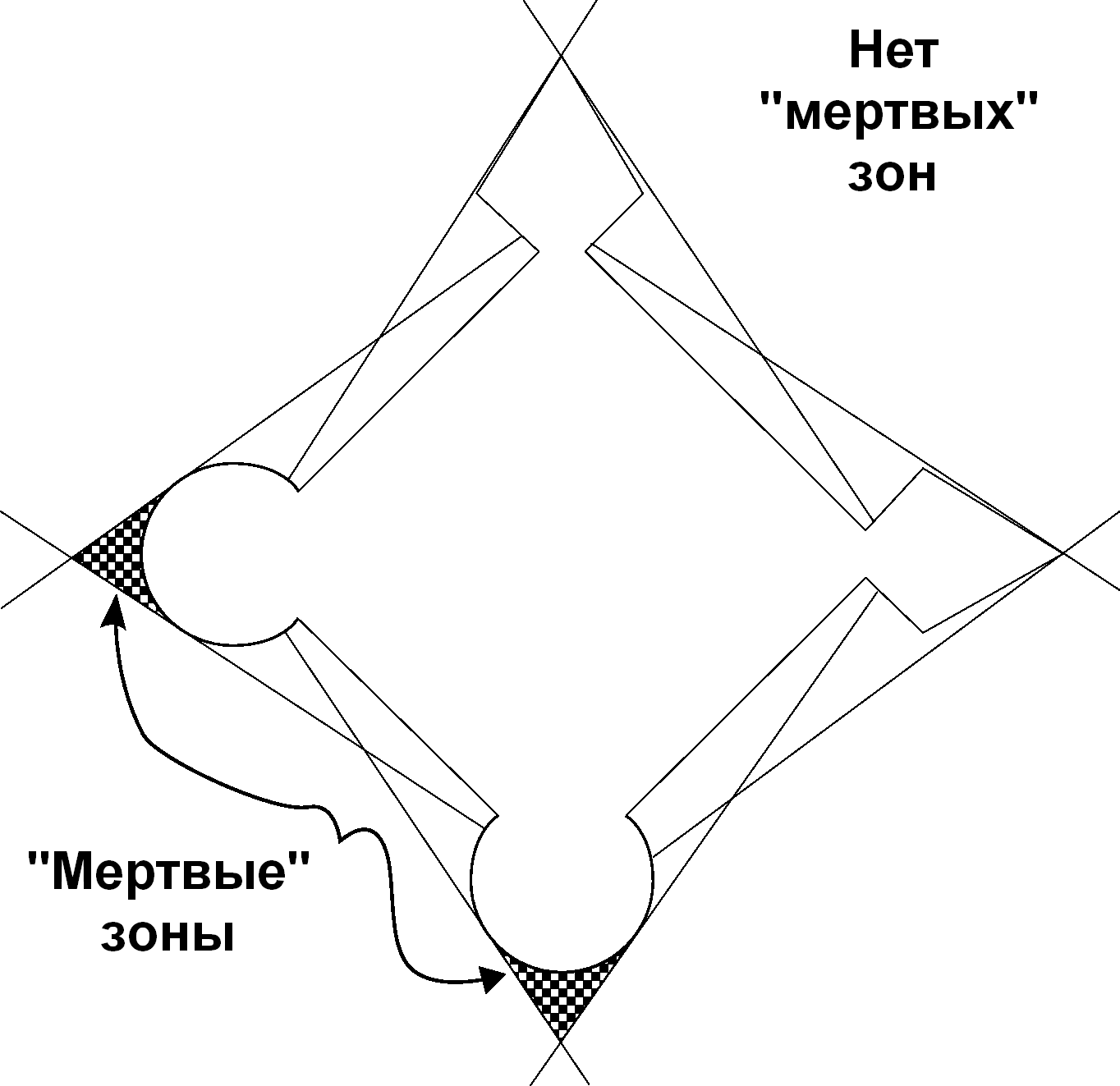
Відсутність «мертвих» зон обстрілу в бастіонній системі, порівняно з круглими баштами.

Бастіон зазвичай складався з одного або двох земляних валів, на яких розміщувалися гармати. Зовнішній вал утворював два фаси і два фланки. Другий вал, що здіймався над першим, називався «кавальєр». Частина бастіону, відкрита всередину фортеці, мала назву «горжа». Ділянка фортечного муру між фланками суміжних бастіонів іменувалася «куртиною». Фаси двох суміжних бастіонів з куртиною утворювали бастіонний фронт (який складався таким чином, з куртини, двох фланків і двох фасів), поєднання бастіонних фронтів — бастіонну систему.

## Історія
Поява бастіонної фортифікації була пов'язана з розвитком артилерії. Середньовічні оборонні споруди (міські мури та вежі) погано витримували артилерійський обстріл. Мури стали будувати нижче, але товстішими, іноді навіть із землі й тільки облицьовували каменем. Замість веж стали зводити п'ятикутні бастіони, спочатку невеликого розміру. Дві передні сторони бастіону називалися фасами, дві бічні — фланками, тильна, звернена до фортеці сторона — горжею. Бастіони дозволяли більш ефективно обстрілювати з флангу (фланкувати) підступи до куртини. Прямі стіни бастіонів (на відміну від ронделей) дозволяли концентрувати вогонь всієї артилерії фланка на одній цілі. З часом бастіони будували все більших розмірів, для прикриття куртини між ними стали влаштовувати равеліни. Якщо спочатку під час облоги вели атаку на куртину між двома бастіонами, то пізніше стали атакувати один з бастіонів. Бастіони могли бути повністю кам'яними, цегляними, земляними облицьованими каменем, або повністю земляними.
Бастіонна система з'явилася в кінці XV століття (папський порт Чивітавекк'я) і в XV–XVI століттях поширилася по Європі. Чи не першою фортецею у формі правильної зірки були оновлені Мікеланджело укріплення Флоренції; згодом цей задум повторили Сангалло при проєктуванні замку Капрарола і Вінченцо Скамоцці при будівництві фортеці Пальманова. У XVII столітті бастіонну систему довів до досконалості великий Вобан.
Фортифікаційні споруди бастіонного типу продовжували споруджуватися до середини XIX століття (наприклад, Друге вальне укріплення в Кенігсберзі, побудоване в 1850-х роках). Бастіонна система застаріла до початку XX століття. Ще до Першої світової війни бастіонні оборонні споруди багатьох міст були зруйновані.

## Види укріплень

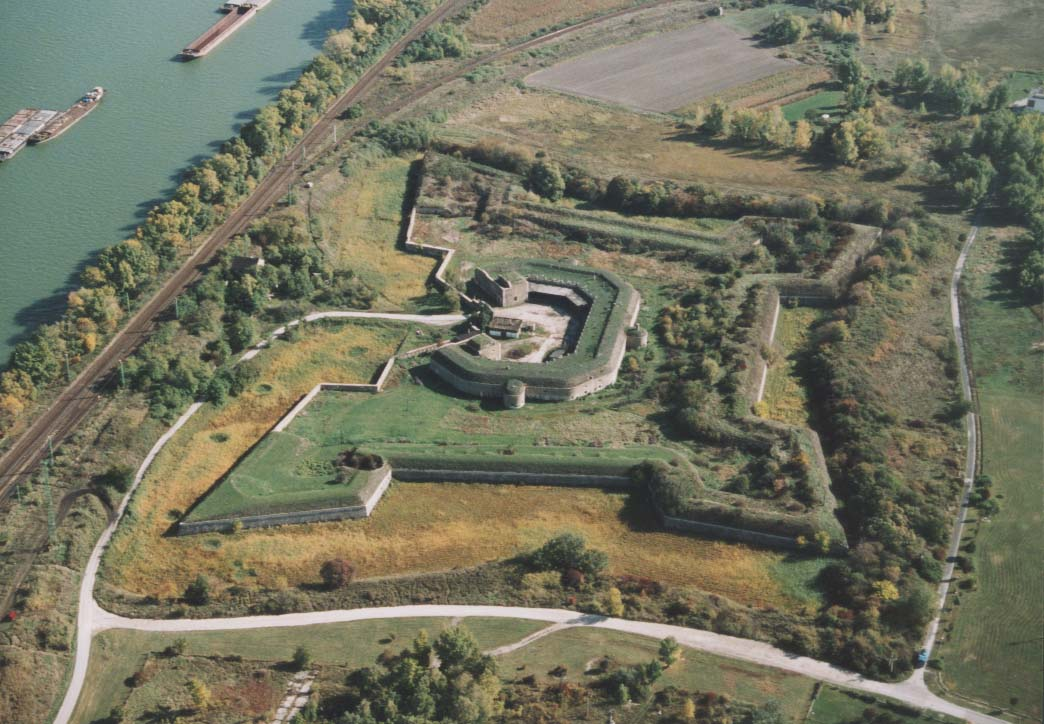
Фортеця Комарон з бастіонами, Угорщина

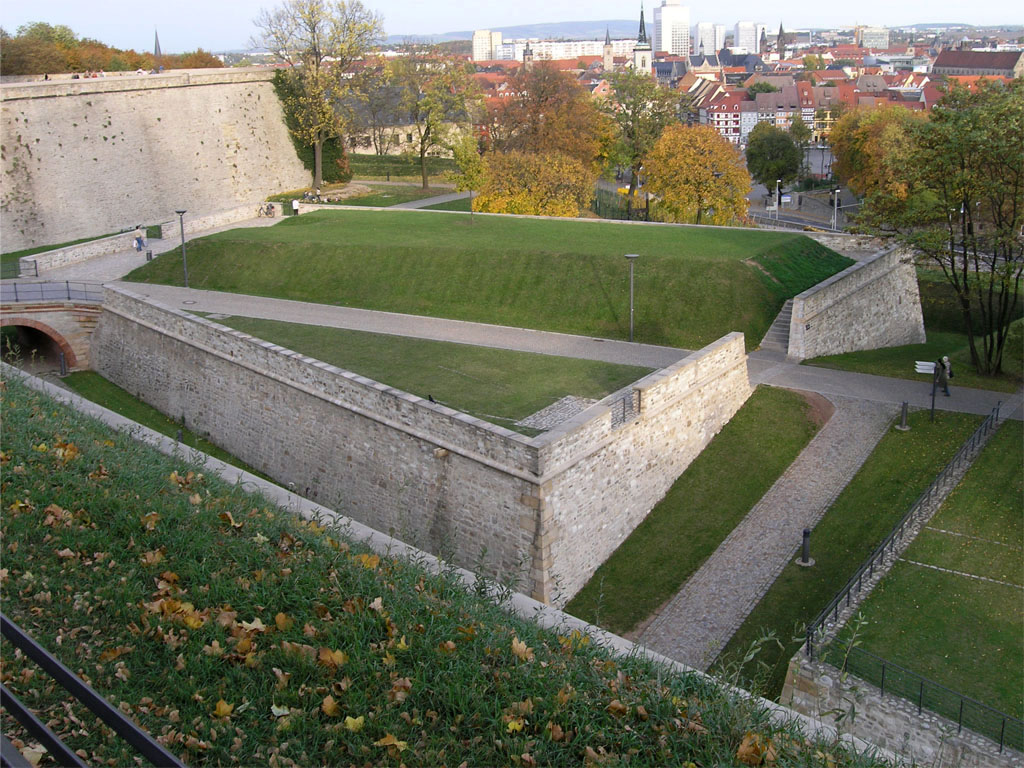
Равелін цитаделі Петерсберг в Ерфурті

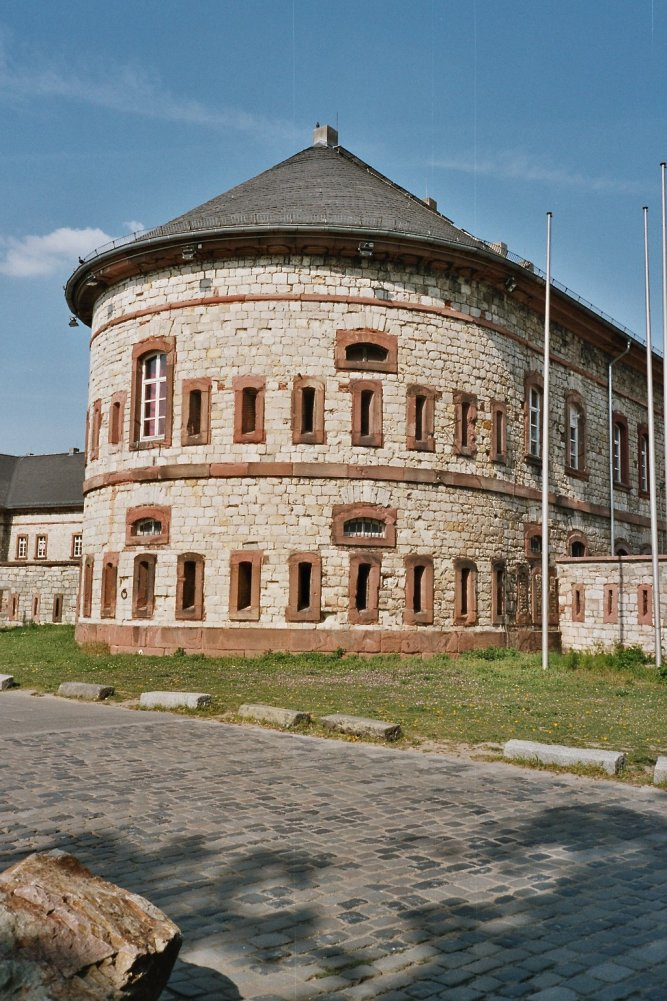
Редюіт, укріплення в Майнці

### Бастіон
Бастіон — п'ятибічне довготривале зміцнення, зводили на кутах фортечної огорожі. Являє собою люнет з двома фасами (передніми сторонами), двома фланками (бічними сторонами) і відкритою горжею (тильною стороною). Асиметричний бастіон з одним фасом і фланком називався еполементом.
Повернені один до одного частини двох сусідніх бастіонів і сполучає їх ділянка огорожі — куртина — утворювали бастіонний фронт. Шпіц бастіону (бастіонний кут) — вихідний кут бастіону.

### Равелін
Равелін (лат. ravelere — «відокремлювати») — фортифікаційна споруда трикутної форми, яке розташовувалося перед куртиною попереду фортечного рову в проміжку між бастіонами, що служить для перехресного обстрілу підступів до фортечного обводу, підтримки своїм вогнем сусідніх бастіонів.
Мури равеліну, як правило, були на метр-півтора нижче мурів центральної фортеці, щоб у разі захоплення равеліну полегшити його обстріл.

### Куртина
Куртина (італ. cortina — «завіса») — середня частина фортечного бастіонного фронту, що з'єднує фланки суміжних бастіонів. Куртина зазвичай була об'єктом атаки обложників, які прагнули зробити в ній пролом для штурму. У кінці XVI ст. перед куртиною стали зводити особливу споруду — равелін, який прикривав куртину від вогню і утруднював атаку. З цього часу атака стала спрямовуватися на бастіон.
У більш ранні часи куртини зводилися значно вище; із зовнішнього боку зміцнення викопували рів і часто заповнювали його водою.

### Редюїт
Редюїт (фр. reduit — притулок) — внутрішнє укріплення, споруджуване в зімкнутих укріпленнях для їх посилення і бою всередині останніх, чим дещо відрізняється від редуту. Спочатку редюїт служив притулком для гарнізону, атакованого і притиснутого з усіх боків. Під редюїтом розуміється також останній оборонний опорний пункт у вигляді малого зміцнення, поміщеного всередині іншого, більшого, який є останнім оплотом захисників. Наприклад, у класичній фортифікації цитадель є редюїтом фортеці.

## Бастіони на землях України

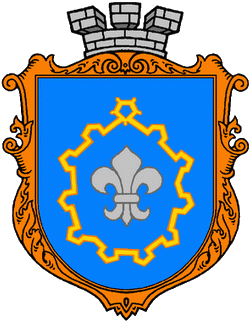
Бастіони на гербі міста Броди

Перегляд старих планів міст і сіл України доводить про широке використання бастіонної системи. Бастіони мали
- місто Київ (Печерська фортеця)
- місто Єлісаветград (тепер Кропивницький)
- місто Станиславів (тепер Івано-Франківськ)
- місто Мукачеве
- місто Збараж
- місто Глухів
- місто Олика
- місто Вишневець
- місто Дубно
- місто Клевань
- місто Чигирин
- місто Полонне
- Корецький замок, (місто Корець, Рівненська обл.)
- замок Вишнівці (зруйновані)
- Золочівський замок (частково збережені)
- Підгорецький замок
- селище Сатанів
- Золотопотіцький замок
- селище Хотин
- місто Кам'янець-Подільський
- Підзамоцький замок
- Новозаславський замок
- Бродівський замок
- Бережанський замок
- Ужгородський замок
- Язлівецький замок